# 사쿠다이라역
사쿠다이라역(일본어: 佐久平駅)은 일본 나가노현 사쿠시에 있는 동일본 여객철도의 역이다. 호쿠리쿠 신칸센과 고우미 선의 열차가 정차한다.

## 역명 유래
사쿠 분지에 역이 있고, 사쿠 분지의 또 다른 호칭이 '사쿠 평야'라는 뜻의 '사쿠다이라'(佐久平)라서 역명이 '사쿠다이라'로 제정되었다.

## 설명
1997년 10월 1일에 나가노 신칸센 개통과 함께 나가노 신칸센과 고우미 선의 교차점에 신설되었다. 고우미 선에는 원래 이 역이 없었으며, 나가노 신칸센 개통 때 두 노선간의 환승을 목적으로 고우미 선에 단선의 승강장이 설치되었다.

## 출입구
역사의 남쪽과 북쪽에 출입구가 있으며, 역의 북쪽에 아사마 산이 있고 역의 남쪽에 다테시나 산이 있이서 북쪽 출입구를 '아사마구치'(浅間口), 남쪽 출입구를 다테시나구치(立科口)라고 한다.

## 타는 곳
| 신칸센 승강장 |                  |             |                                            |
| 1             | ■호쿠리쿠 신칸센 | （상행）    | 다카사키 ・ 오미야 ・ 도쿄 방면            |
| 2             | ■호쿠리쿠 신칸센 | （하행）    | 우에다 ・ 나가노 ・ 가나자와 · 쓰루가 방면 |
| 재래선 승강장 |                  |             |                                            |
|               | ■고우미 선       | （상행）    | 고우미 ・ 고부치자와 방면                  |
| （하행）      | ■고우미 선       | 고모로 방면 |                                            |

## 이용 현황
- 2004년도 : 2,708명
- 2005년도 : 2,698명
- 2006년도 : 2,769명
- 2007년도 : 2,815명
- 2008년도 : 2,827명
- 2009년도 : 2,661명
- 2010년도 : 2,664명

## 역 주변
- 이온 몰 사쿠다이라
- 사쿠 노동자 복지센터

## 인접 역
| 동일본 여객철도 호쿠리쿠 신칸센 | 동일본 여객철도 호쿠리쿠 신칸센 | 동일본 여객철도 호쿠리쿠 신칸센 |
| ------------------------------- | ------------------------------- | ------------------------------- |
| 가루이자와 다카사키 방면        | ■ 호쿠리쿠 신칸센               | 우에다 가나자와 방면            |
| 동일본 여객철도 고우미 선       |                                 |                                 |
| 이와무라다 고부치자와 방면      | ■ 고우미 선                     | 나카사토 고모로 방면            |